# Grypocoris
Grypocoris is een geslacht van wantsen uit de familie blindwantsen. Het geslacht werd voor het eerst wetenschappelijk beschreven door Douglas & Scott in 1868.

## Soorten
Het genus bevat de volgende soorten:

- Grypocoris ajderensis V. Putshkov, 1975
- Grypocoris amoenus (Douglas and Scott, 1868)
- Grypocoris fieberi Douglas and Scott, 1868
- Grypocoris heinzi Wagner, 1966
- Grypocoris melanopygus Horvath, 1906
- Grypocoris meyeri (Kolenati, 1845)
- Grypocoris nigriceps Rosenzweig, 2000
- Grypocoris sexguttatus (Fabricius, 1777) - zesvlekprachtblindwants
- Grypocoris stysi (Wagner, 1968)
- Grypocoris syriacus Reuter, 1896